# زیست‌شناسی حفاظت
زیست‌شناسی حفاظت یا زیست‌شناسی بقا (به انگلیسی: Conservation biology) دانشی است که به مطالعه طبیعت و بررسی تنوع زیستی زمین به منظور حفاظت از اکوسیستم‌ها، زیستگاه‌ها و گونه‌های زیستی می‌پردازد. این رشته ترکیبی از علوم اقتصاد و مدیریت منابع طبیعی است. برای رسیدن به این هدف، زیست‌شناسان حفاظت باید همه رده‌های سلسله مراتب زیست‌شناسی را از رده ژن‌شناختی گرفته تا رده چشم‌انداز مورد توجه قرار دهند. دانش‌های اجتماعی نیز به‌طور ویژه برای این رشته دارای اهمیت هستند، به گونه‌ای که نیازها و ارزش‌های انسانی در هر برنامه‌ریزی برای مدیریت و نگهداری باید مورد توجه قرار گیرند.
کاهش سریع زیستگاه‌های طبیعی جانداران در سراسر جهان بر اهمیت فراگیری و گسترش این علم افزوده است.